# Mai Văn Lạng
Mai Văn Lạng (sinh ngày 26 tháng 12 năm 1973) là một nam nhà báo và nhà soạn giả âm nhạc truyền thống người Việt Nam. Anh là một người thành công trong việc "khoác áo mới" cho rất nhiều loại hình dân ca như: chèo, tuồng, cải lương, ca Huế, bài chòi, dân ca Nam Bộ, dân ca thiểu số, ca trù, hát văn.

## Tiểu sử
Mai Văn Lạng sinh ngày 26 tháng 12 năm 1973 tại thôn Canh Hoạch (làng Vác), xã Dân Hòa, huyện Thanh Oai, Hà Nội.
- Từ năm 1980 - 1991: Học phổ thông cơ sở và phổ thông trung học tại Thanh Oai, Hà Nội.
- Từ năm 1991 - 1996: Học lớp biên kịch, khoa sân khấu, Trường Đại học sân khấu và điện ảnh Hà Nội.
- Từ năm 1992 - 1996: Học lớp Đại học tại chức tiếng Anh tại khoa tại chức, trường Đại học Sư phạm ngoại ngữ, thuộc Đại học Quốc gia Hà Nội.
- Từ năm 2006 - 2009: Học Thạc sĩ nghệ thuật tại Trường Đại học sân khấu điện ảnh Hà Nội.
- Từ năm 1996 - 2004: Là nhà báo, Biên tập viên phòng dân ca và nhạc cổ truyền của Đài Tiếng nói Việt Nam.
- Từ năm 2004 - 2008: Là Phó Ttrưởng phòng phụ trách phòng dân ca.
- Từ năm 2008 - đến nay: Là Trưởng phòng Dân ca, Hệ Âm nhạc - Thông tin - Giải trí VOV3 - Đài Tiếng nói Việt Nam.

## Con đường sáng tác
Mai Văn Lạng sinh ra trong một gia đình có truyền thống yêu nghệ thuật. Sau khi học xong cấp 3, anh thi đỗ vào trường Đại học Sân khấu Điện ảnh Hà Nội. Từ đó, Mai Văn Lạng vừa học vừa tập viết chèo cũng như học hỏi thêm bạn bè đồng trang lứa. Anh chủ động vào tận nhà các nghệ nhân, nghệ sĩ của làng chèo như cụ Minh Lý, NSND Dịu Hương, NSND Thanh Hoài, NSƯT Thanh Tú,... để học hát, học cách viết lời.
Năm 1992, khi 19 tuổi, anh có tác phẩm chèo đầu tiên Đi giữa rừng ngô được phát sóng trên Đài Tiếng nói Việt Nam.
Mai Văn Lạng là học trò của giáo sư Hà Văn Cầu, bậc thầy lỗi lạc của ngành chèo Việt Nam, là thế hệ "hậu sinh khả uý" của các soạn giả đình đám như Dân Huyền, Nguyễn Đinh Nghi, Tào Mạt, Khúc Hà Linh, Phạm Sông Tương, Đỗ Xuân, Công Sáu, Trần Côn, Hồ Tăng Ấn.
Mai Văn Lạng cho rằng mình là người may mắn bởi dù có ra khỏi lũy tre làng nhưng vẫn được về làm việc ở phòng Dân ca và nhạc cổ truyền, Đài Tiếng nói Việt Nam - nơi được coi là bảo tàng lớn nhất Việt Nam về dân ca nhạc cổ truyền.
Mai Văn Lạng là một nhà báo, anh còn ra cả Trường Sa để thu thanh các làn điệu dân ca, phỏng vấn các nghệ nhân nghệ sĩ, sưu tầm các làn điệu dân ca mới lạ được phát trên sóng của Đài Tiếng nói Việt Nam. Nhiều năm anh là cộng tác viên biên tập các chương trình dân ca và nhạc cổ truyền của các Đài: VTV, VTC, HTV1, HTV2.

## Nhà nghiên cứu
Mai Văn Lạng là một trong số rất ít người có nghiên cứu cặn kẽ về hàng trăm làn điệu Chèo, Quan họ, 20 bài bản tổ cải lương, hàng trăm điệu lý Khu 5, Bình Trị Thiên, Nam Bộ, hàng chục thể cách ca trù, các làn điệu hát văn, dân ca đồng bằng Bắc Bộ, Ví, Dặm, dân ca của trên 40 dân tộc thiểu số, hiểu và biết về rất nhiều loại hình nhạc cụ tiêu biểu của Việt Nam
Theo nhà nghiên cứu Mai Văn Lạng: "Bản sắc dân tộc được thể hiện mạnh mẽ qua các làn điệu dân gian và âm nhạc truyền thống. Không phải vô cớ mà nhiều loại hình nghệ thuật dân gian của Việt Nam đã được UNESCO công nhận là di sản phi vật thể.
Những di sản này có được bảo tồn và phát huy tốt hay không phụ thuộc vào sự nỗ lực của các nghệ nhân, sự trân trọng từ cộng đồng và sự hỗ trợ từ các cơ quan chức năng.
Tôi hy vọng sẽ có nhiều chính sách hỗ trợ hơn nữa để bảo vệ nghệ thuật dân gian, trong đó có âm nhạc truyền thống, để có nhiều không gian biểu diễn đưa âm nhạc dân gian đến gần với cộng đồng hơn và nhiều tài năng trẻ về âm nhạc dân gian sẽ được tìm thấy và được đào tạo bài bản" .

## Đóng góp cho nghệ thuật Chèo
Mai Văn Lạng là một người "khoác áo mới" cho rất nhiều loại hình dân ca như: chèo, tuồng, cải lương, ca Huế, bài chòi, dân ca Nam Bộ, dân ca thiểu số, ca trù, hát văn,.... trong đó, nhiều hơn cả là chèo.
Mai Văn Lạng đang có trong tay bộ sưu tập gồm đủ các thể loại được bản thân sưu tầm, lưu giữ hoặc được bạn bè cung cấp. Anh đã tổ chức sản xuất và dàn dựng hàng trăm chương trình dân ca và nhạc cổ truyền trên sóng Đài Tiếng nói Việt Nam và một số đài Phát thanh – Truyền hình.

## Tác phẩm tiêu biểu
| Ca khúc                                | Thể loại              | Soạn lời     | Thể hiện                                            |
| -------------------------------------- | --------------------- | ------------ | --------------------------------------------------- |
| Bài ca chống giặc - dịch en covy (mới) | Hát chèo              | Mai Văn Lạng | Nhiều nghệ sĩ                                       |
| Mười thương chống dịch Covid (mới)     | Hát chèo              | Mai Văn Lạng | NSƯT Diệu Hương                                     |
| A lô, Lèn Hà                           | Hát chèo              | Mai Văn Lạng | NSƯT Thu Huyền                                      |
| Bài ca cho con                         | Hát văn               | Mai Văn Lạng | NSND Kim Liên                                       |
| Bài ca người mẹ anh hùng               | Hát tuồng             | Mai Văn Lạng | Hồng Khiêm                                          |
| Câu hát ngày xuân                      | Dân ca Phú Thọ        | Mai Văn Lạng | Hồng Liên - Tiến Hỷ                                 |
| Chào mùa Xuân đất nước                 | Hát chèo              | Mai Văn Lạng | Xuân Hanh - Đội chèo Đài Tiếng nói Việt Nam         |
| Đôi lời anh ngỏ cùng em                | Dân ca Bình Trị Thiên | Mai Văn Lạng | Hoàng Thanh - Minh Phúc                             |
| Gửi nắng Ba Đình                       | Hát chèo              | Mai Văn Lạng | Hồng Ngát                                           |
| Gửi nhớ vào Thu                        | Hát chèo              | Mai Văn Lạng | Hồng Ngát - Xuân Hanh                               |
| Gửi về nơi thương nhớ                  | Hát chèo              | Mai Văn Lạng | Thúy Mơ                                             |
| Gửi về trường cũ                       | Hát văn               | Mai Văn Lạng | Thúy Lụa                                            |
| Hát cùng Vạn Phúc quê ta               | Hát văn               | Mai Văn Lạng | Văn Chương                                          |
| Hát giữa vườn xuân                     | Ca trù                | Mai Văn Lạng | Trang Nhung - Vân Mai                               |
| Hát về Hà Nội                          | Dân ca Nam Trung Bộ   | Mai Văn Lạng | Phương Lan - Văn Quang                              |
| Hát với quê hương                      | Hát chèo              | Mai Văn Lạng | Thúy Ngần - Thế Hoan                                |
| Hương bưởi tình quê                    | Hát chèo              | Mai Văn Lạng | Hồng Ngát                                           |
| Khúc hát dưới trăng Thu                | Hát chèo              | Mai Văn Lạng | Văn Chương                                          |
| Khúc hát giao duyên                    | Hát chèo              | Mai Văn Lạng | Văn Chương - Minh Kết                               |
| Khúc hát mừng xuân                     | Hát chèo              | Mai Văn Lạng | Thúy Mùi - Nhà hát chèo Hà Nội                      |
| Khúc hát sang xuân                     | Hát chèo              | Mai Văn Lạng | Thanh Hoài                                          |
| Ký ức tuổi xuân                        | Hát chèo              | Mai Văn Lạng | Ngụy Văn Hai                                        |
| Lời ru tìm đồng đội                    | Hát chèo              | Mai Văn Lạng | Thanh Hoài - Tốp nữ đội chèo Đài Tiếng nói Việt Nam |
| Một nét xuân quê hương                 | Hát chèo              | Mai Văn Lạng | Minh Phương - Đăng Kiên                             |
| Mùa xuân tình mẹ                       | Hát chèo              | Mai Văn Lạng | Lê Hưng                                             |
| Nghe em hát Lý tương tư                | Hát văn               | Mai Văn Lạng | Minh Thu (Chèo) - Tốp ca nữ (dân ca)                |
| Nhớ về đất Tổ                          | Dân ca Quan họ        | Mai Văn Lạng | Ngọc Huynh                                          |
| Quê hương nét đẹp xuân về              | Hát chèo              | Mai Văn Lạng | Thanh Hoài                                          |
| Tặng anh một khúc ca                   | Hát chèo              | Mai Văn Lạng | Thanh Bình                                          |
| Thăm lại Trường Sơn                    | Hát tuồng             | Mai Văn Lạng | Xuân Quý                                            |
| Tình ca quê hương                      | Hát chèo              | Mai Văn Lạng | Hồng Ngát - Đội chèo Đài Tiếng nói Việt Nam         |
| Tình thắm duyên quê                    | Hát chèo              | Mai Văn Lạng | Thúy Mùi - Xuân Hanh / Duy Thường - Hồng Ngát       |
| Tình xuân thơ Bác                      | Hát tuồng             | Mai Văn Lạng | Hương Thơm - Vương Minh Tâm                         |
| Tình xuân xin gửi nơi quê              | Hát văn               | Mai Văn Lạng | Tuyết Tuyết                                         |

## Vinh danh
- 2006: Một trong 10 Cây bút vàng của Đài Tiếng nói Việt Nam[1].
- 2017: Gương mặt duy nhất của Đài Tiếng nói Việt Nam dự Hội nghị điển hình tiên tiến toàn quốc do Ban thi đua khen thưởng Nhà nước vinh danh[8]